# (6812) 1978 VJ8
(6812) 1978 VJ8 (1978 VJ8, 1988 TY4, 1991 AB3, 1993 QC10) — астероїд головного поясу, відкритий 7 листопада 1978 року.
Тіссеранів параметр щодо Юпітера — 3.200.